# Queen's Universiteit van Belfast

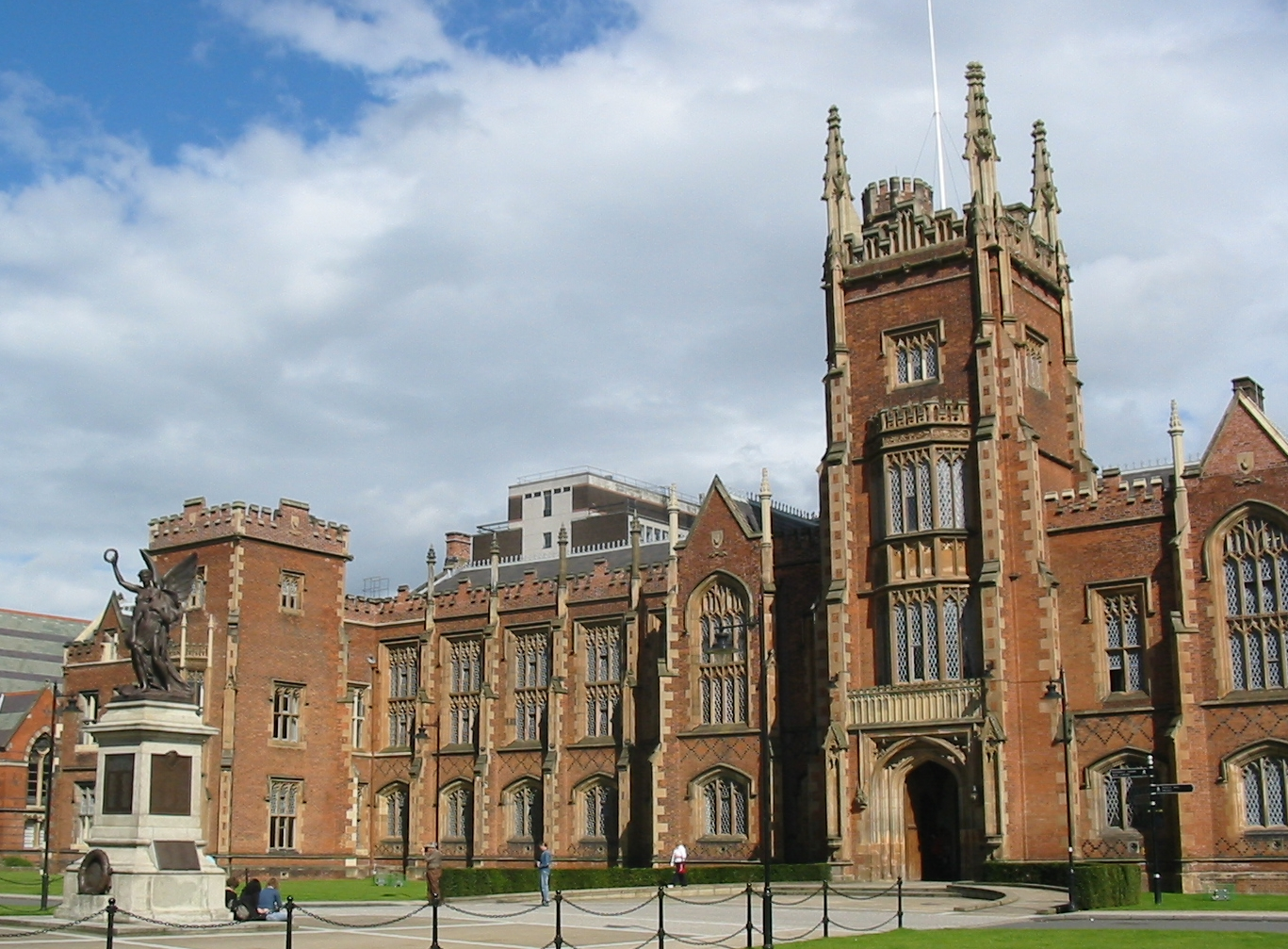
Hoofdgebouw Queen's in Belfast

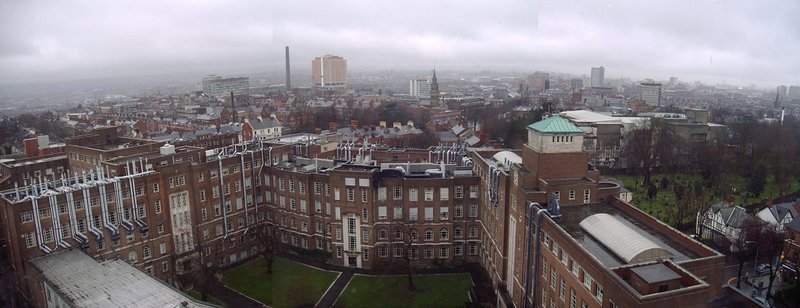
Zicht op het David Keirgebouw van de universiteit vanaf de 11de verdieping van het Ashbygebouw, een torenblok van de ingenieursfaculteit

De Queen's Universiteit van Belfast (Engels: Queen's University of Belfast (officieel), ook wel Queen's University Belfast, afgekort QUB, of kortweg Queen's genoemd) is een in 1908 als onafhankelijke universiteit erkende Noord-Ierse universiteit met campus in het centrum van Belfast met circa 25.000 studenten.

## Geschiedenis
In 1810 werd het Belfast Academical Institution opgericht waar hoger onderwijs werd aangeboden. In 1845 volgde het Queen's College van Belfast, dat samen met de gelijknamige Queen's Colleges van Cork en Galway de Queen's University of Ireland vormde, een onderwijsinstelling met katholieke en presbyteriaanse inslag als tegengewicht van het toen nog Anglicaans van inslag zijnde Trinity College in Dublin. In 1879 werd de Queen's University de Royal University of Ireland die in 1908 bij de goedkeuring van de Irish Universities Act werd opgesplitst in de National University of Ireland en de Queen's University of Belfast.

## Lidmaatschap
De universiteit is lid van
- Russellgroep
- TIME-netwerk
- Utrecht Network.

## Alumni

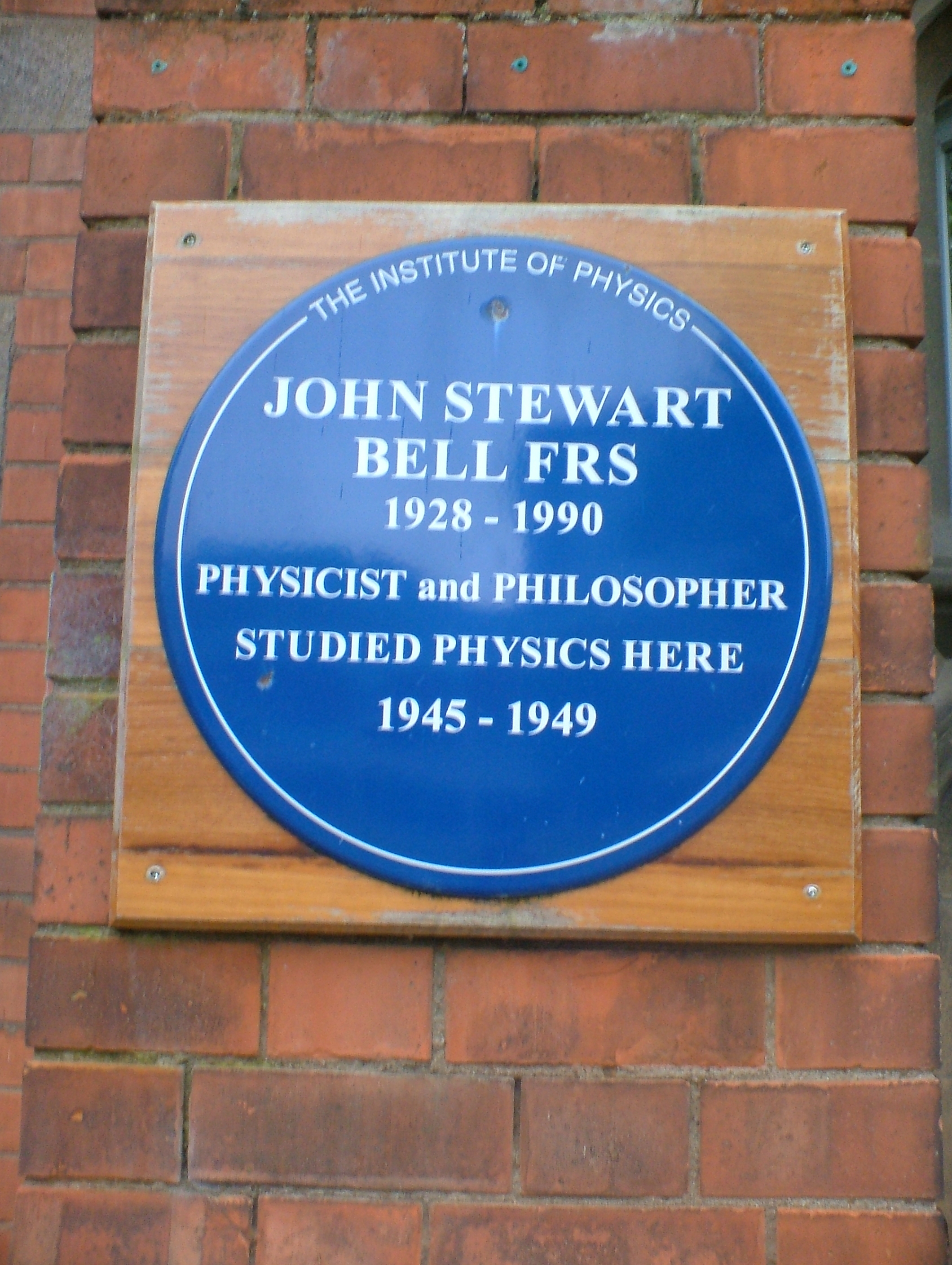
Herdenkingsplaat voor John Stewart Bell op de campus

Gekende alumni van deze instelling zijn onder meer de Ierse president Mary McAleese en twee Nobelprijswinnaars, de dichter Seamus Heaney en de politicus David Trimble. Ook de gerenommeerde wetenschappers John Stewart Bell en Peter Westbroek, acteurs Liam Neeson en Stephen Rea en de van moord verdachte arts John Bodkin Adams studeerden aan de instelling. Christine Loudes haalde in 2003 haar PhD in vrouwenrechten en politiek aan Queen's University.
David Trimble was er ook een tijd actief als academicus en docent, net als de informaticus Tony Hoare en de mensenrechtenadvocaat Christine Loudes.

## Motorsport
De afkorting van de naam van de universiteit duikt ook op in de motorsport als QUB en Seeley-QUB. Het is Prof. Dr. Gordon Blair van het Mechanical Engineering Department van Queen's die in de jaren vijftig, zestig en zeventig van de 20e eeuw samen met medewerker en motorrijder Ray McCullough eencilindertweetaktmotoren van 500 en 250 cc onder de naam QUB ontwikkelt. De motoren worden ingebouwd in frames van de merken Seeley en later ook Greeves.